# Dacre (Yorkshire du Nord)
Pour les articles homonymes, voir Dacre.
Dacre est un village et une paroisse civile du Yorkshire du Nord, en Angleterre. Il se trouve à une quinzaine de kilomètres au nord-ouest de la ville de Harrogate, sur une colline surplombant la vallée de la Nidd (en). Administrativement, il relève du borough de Harrogate.

## Toponymie
Le nom du village provient de celui d'un ruisseau. Il est d'origine celtique et signifie « filet d'eau ». Il est attesté dans son orthographe actuelle dans le Domesday Book, compilé en 1086.

## Démographie
Au recensement de 2011, la paroisse civile de Dacre comptait 764 habitants.
| 1881 | 1891 | 1901 | 1911 | 1921 | 1931 | 1951 |
| ---- | ---- | ---- | ---- | ---- | ---- | ---- |
| 641  | 605  | 565  | 563  | 517  | 474  | 487  |

| 1961 | 1971 | 1981 | 1991 | 2001 | 2011 | - |
| ---- | ---- | ---- | ---- | ---- | ---- | - |
| 471  | ?    | ?    | ?    | ?    | 764  | - |